# Arrondissement de Nimptsch

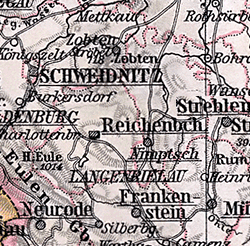
Carte de la province de Silésie faite en 1905

L'arrondissement de Nimptsch est un arronddisment prussien de la province de Silésie qui existe de 1742 à 1932. Le siège de l'arrondissement est Nimptsch. L'ancienne zone de l'arrondissement fait maintenant partie de la voïvodie polonaise de Basse-Silésie.

## Histoire

### Royaume de Prusse
Après la conquête de la majeure partie de la Silésie par la Prusse en 1741, les structures administratives prussiennes sont introduites en Basse-Silésie par l'ordre du cabinet royal du 25 novembre 1741. Celles-ci comprennent la création de deux chambres de guerre et de domaine (de) à Breslau et Glogau ainsi que leur division en arrondissements et la nomination d' administrateurs d'arrondissement le 1er janvier 1742.
Dans la principauté de Brieg, l'une des sous-principautés silésiennes, les cinq arrondissements prussiens de Nimptsch, Brieg (de), Kreuzburg (de), Ohlau et Strehlen sont formés à partir d'anciens faubourgs silésiens. Hans Melchior von Senitz-Rudolsdorff est nommé premier administrateur de l'arrondissement de Nimptsch,. L'arrondissement de Nimptsch est subordonné à la Chambre de guerre et de domaine de Breslau jusqu'à ce qu'il soit affecté au district de Reichenbach dans la province de Silésie au cours des réformes Stein-Hardenberg en 1815. Après la dissolution du district de Reichenbach, l'arrondissement de Nimptsch est incorporé le 1er mai 1820 au district de Breslau.
Le 21 juillet 1875, la commune et le district du domaine de Kobelau sont transférés de l'arrondissement de Nimptsch à l'arrondissement de Frankenstein-en-Silésie.

### État libre de Prusse
Le 8 novembre 1919, la province de Silésie est dissoute. La nouvelle province de Basse-Silésie est formée à partir des districts de Breslau et Liegnitz. Le 30 septembre 1929, une réforme territoriale a lieu dans l'arrondissement de Freystadt, comme dans le reste de l'État libre de Prusse, au cours de laquelle tous les districts de domaine sont dissous et attribués à des communes rurales voisines.
Le 1er octobre 1932, l'arrondissement de Nimptsch est dissous dans le cadre des mesures d'austérité consécutives à la crise économique mondiale, :
- Les communes de Bischkowitz, Groß Tinz, Grunau, Jäschwitz, Klein Tinz, Kuhnau, Naselwitz, Poppelwitz, Rankau, Stein, Strachau b. Zobten et Wilschkowitz sont transférés à l'arrondissement de Breslau.
- Les communes de Dürr Brockuth, Dürr Hartau, Glofenau, Gollschau, Gorkau, Grögersdorf, Grün Hartau, Jakobsdorf, Kaltenhaus, Karschau, Karzen, Klein Johnsdorf, Kurtwitz, Leipitz-Sadewitz, Mallschau, Manze, Naß Brockuth, Plottnitz, Prauß, Pudigau, Reichau, Reisau, Roßwitz, Roth Neudorf, Rothschloß, Schmitzdorf, Siegroth, Silbitz, Stachau, Strachau b. Nimptsch, Tiefensee et Wonnwitz sont transférés à l'arrondissement de Strehlen.
- Les communes de Kosemitz et Zülzendorf sont transférés à l'arrondissement de Frankenstein-en-Silésie.
- La ville de Nimptsch et toutes les autres communes sont transférés à l'arrondissement de Reichenbach

## Évolution de la démographie
| Année | Habitants | Source |
| ----- | --------- | ------ |
| 1795  | 22 080    | [ 8 ]  |
| 1819  | 23 036    | [ 9 ]  |
| 1846  | 29 178    | [ 10 ] |
| 1871  | 29 928    | [ 11 ] |
| 1885  | 31 656    | [ 12 ] |
| 1900  | 29 254    | [ 13 ] |
| 1910  | 29 127    | [ 13 ] |
| 1925  | 30 239    | [ 14 ] |

## Administrateurs de l'arrondissement
| Années      | Administrateur                                     |
| ----------- | -------------------------------------------------- |
| 1742–1756   | Hans Melchior von Senitz-Rudelsdorff (de)          |
| 1756–1760   | Conrad Adam von Schickfuß und Neudorff (de)[4]     |
| 1758–1807   | Carl Friedrich von Pfeil und Klein-Ellguth (de)[4] |
| 1811–1834   | Moritz Julius Wilhelm von Helmrich[4]              |
| 1835–1850   | Karl Friedrich Ferdinand von Studnitz              |
| 1855–1862   | Silvius von Goldfus                                |
| 1863–1870   | Alfred von Saldern (de)                            |
| 1870–1871   | Hermann Willibald von Studnitz                     |
| 1871–191300 | Silvius von Goldfus (de)                           |
| 1913–192000 | Georg von Richthofen (de)                          |
| 1920–193200 | Paul Seibold (de)                                  |
| 1932        | Johannes Pintzke                                   |

## Communes
L'arrondissement de Nimptsch comprend pour la dernière fois une ville et 78 communes :
- Bad Dirsdorf
- Bischkowitz
- Dankwitz
- Dürr Brockuth
- Dürr Hartau
- Gaumitz
- Gleinitz
- Glofenau
- Gollschau
- Gorkau
- Grögersdorf
- Groß Jeseritz
- Groß Kniegnitz
- Groß Tinz
- Groß Wilkau
- Grün Hartau
- Grunau
- Heidersdorf
- Jakobsdorf
- Jäschwitz
- Jordansmühl
- Kaltenhaus
- Karlsdorf-Weinberg
- Karschau
- Karzen
- Kittelau
- Klein Ellguth
- Klein Johnsdorf
- Klein Kniegnitz
- Klein Tinz
- Kosemitz
- Kuhnau
- Kunsdorf
- Kurtwitz
- Langenöls
- Leipitz-Sadewitz
- Mallschau
- Manze
- Mlietsch
- Naselwitz
- Naß Brockuth
- Neudorf
- Nimptsch, ville
- Ober Johnsdorf
- Ober Panthenau
- Petersdorf
- Petrikau (de)
- Plottnitz
- Poppelwitz
- Poseritz
- Prauß
- Pristram
- Prschiedrowitz
- Pudigau
- Quanzendorf
- Rankau
- Reichau
- Reisau
- Roßwitz
- Roth Neudorf
- Rothschloß
- Rudelsdorf
- Ruschkowitz
- Schmitzdorf
- Schwentnig
- Senitz
- Siegroth
- Silbitz
- Stachau
- Stein
- Strachau bei Nimptsch
- Strachau bei Zobten
- Thomitz
- Tiefensee
- Trebnig
- Wättrisch
- Wilschkowitz
- Wonnwitz
- Zülzendorf

Incorporations jusqu'en 1929
- Kangen, le 1er avril 1929 à Ober Johnsdorf
- Karlsdorf, avant 1908 à Karlsdorf-Weinberg
- Klein Jeseritz, le 30 septembre 1928 à Pudigau
- Leipitz, le 30 septembre 1928 à Leipitz-Sadewitz
- Nieder Dirsdorf, le 30 septembre 1928 à Bad Dirsdorf
- Ober Dirsdorf, le 30 septembre 1928 à Bad Dirsdorf
- Pangel-Altstadt, le 20 janvier 1928 à Nimptsch
- Ranchwitz, le 1er janvier 1931 à Prauss
- Sadewitz, le 30 septembre 1928 à Leipitz-Sadewitz
- Vogelgesang, le 20 janvier 1928 à Nimptsch
- Weinberg, avant 1908 à Karlsdorf-Weinberg
- Woislowitz, le 1er juillet 1929 à Nimptsch

## Personnalités liées à l'arrondissement
- Erich Fellgiebel (1886-1944), général né à Poppelwitz.